# Willow (videogioco 1988)
Willow, anche sottotitolato Willow: The Computer Game in copertina, è un videogioco tratto dal film Willow, pubblicato nel 1988-1989 per i computer Amiga, Atari ST, Commodore 64 e MS-DOS dalla Mindscape. È costituito da varie sequenze separate di generi differenti, ispirate ad altrettante scene del film.
Willow per computer è completamente diverso dagli altri due videogiochi tratti dal film, Willow arcade e Willow per NES.

## Trama
La trama è piuttosto fedele a quella del film. La nutrice Ethna si prende cura di una bambina, Elora, data alla luce da una prigioniera e che secondo una profezia è predestinata a sconfiggere la spietata regina strega Bavmorda. Ethna riesce a fuggire dalle segrete del castello e abbandona Elora su una zattera per tentare di salvarla da Bavmorda. Il nano Willow, aspirante mago, trova Elora e parte per riportarla a qualcuno del suo popolo, ma deve sfuggire alle truppe di Bavmorda che danno la caccia alla bambina. Willow incontra quindi il guerriero Madmartigan, lo libera da una gabbia e affida a lui la bambina. Willow riceve però un'altra missione da una fata, che lo informa della profezia e lo invia a cercare l'aiuto della maga Fin Raziel. Questa però è stata trasformata in topo e Willow tenta in più occasioni di farla tornare umana con le proprie arti magiche, ma riesce solo a trasformarla in corvo e poi in capra. Sia Willow sia Madmartigan vengono catturati dalle forze di Kael, il generale di Bavmorda, ma riescono a fuggire insieme attraverso le caverne di ghiaccio, usando uno scudo come slitta. In seguito si uniscono alle forze dei ribelli che si oppongono alla regina. Kael riesce a catturare Elora e portarla al castello, dove Bavmorda prepara un rituale per distruggere la bambina e la profezia. Quando i ribelli assaltano il castello, Madmartigan affronta in duello Kael, mentre Willow deve finalmente riuscire a padroneggiare la magia per far tornare umana Fin Raziel e permetterle di fermare in tempo Bavmorda.

## Modalità di gioco
All'inizio del gioco una pergamena a scorrimento verticale narra tutta la trama, in inglese con illustrazioni. Oltre a essere un'introduzione, la pergamena è anche un'interfaccia: tramite un puntatore a forma di bastone contorto si possono selezionare alcune parole in grassetto in mezzo al testo e accedere alle corrispondenti fasi del gioco.
Si può scegliere di affrontare tutta l'avventura nell'ordine prestabilito, con 8 vite a disposizione, oppure giocare direttamente una qualsiasi delle fasi per fare pratica.
Sono cliccabili anche alcune parole segrete, non grassettate e non menzionate nel manuale, che permettono di vedere altre immagini decorative, mappe e aiuti.
Ci sono sette sequenze giocabili, con funzionamento molto diverso, di seguito descritte nel loro ordine prestabilito. Le sequenze sono introdotte da immagini digitalizzate tratte dal film (escluso il Commodore 64) e necessitano di caricamenti da disco piuttosto lunghi, da ripetere ogni volta che si fallisce.
1. La fuga di Ethna dalle segrete. Si deve uscire da un labirinto. La stanza attuale è mostrata con visuale tridimensionale fissa in prima persona e si deve solo scegliere in quale stanza adiacente andare. Si può incappare in trappole, o se si perde tempo in guardie nemiche.
2. Willow deve attraversare i boschi, un groviglio di sentieri mostrato dall'alto con scorrimento multidirezionale. Si devono evitare soldati, cani e terreni pericolosi. Willow può muoversi nelle otto direzioni ed è armato di tre ghiande magiche, da lanciare per pietrificare i nemici. Qualche altra ghianda può essere trovata nel bosco, uscendo dai sentieri.
3. Willow deve scegliere tra due gabbie e indovinare quella giusta per liberare Madmartigan. Apparentemente si tratta solo di pura fortuna al 50%.
4. Willow tenta di trasformare Fin Raziel dalla sua forma animale. C'è una visuale fissa su di lei e si devono scegliere tre simboli magici nel giusto ordine, tra tredici possibili. Ogni errore porta alla sconfitta, in alcuni casi con trasformazione di Fin Raziel in creatura mostruosa. Anche qui sembra trattarsi di pura fortuna e tentativi, a meno di rivelare prima la soluzione tramite le parole segrete sulla pergamena. Questa sequenza si ripresenta anche dopo la quinta fase e alla fine, perché Willow trasforma progressivamente Fin Raziel in altri animali.
5. La fuga di Willow e Madmartigan nei cunicoli delle caverne di ghiaccio, scivolando su uno scudo. Si deve arrivare alla fine di un percorso con visuale in prima persona ad avanzamento continuo. Agli incroci si deve scegliere rapidamente tra due o tre cunicoli e cercare di non schiantarsi in un vicolo cieco.
6. La battaglia al castello. Madmartigan visto di lato deve avanzare sugli spalti del castello, con scorrimento orizzontale, saltando o abbassandosi per evitare oggetti che gli vengono lanciati contro, fino a raggiungere Kael. Il duello è quindi un picchiaduro con tre tipi di attacchi con la spada. Si possono sopportare più colpi, ma l'energia non è visibile.
7. L'ultima sequenza non è accessibile direttamente dalla pergamena, ma solo completando tutto il gioco. Willow deve trasformare definitivamente Fin Raziel, come nella quarta fase, ma stavolta i simboli da selezionare sono nove.

Normalmente tutte le soluzioni sono predefinite, cioè ad esempio la forma dei labirinti e i simboli magici giusti sono sempre gli stessi a ogni partita. In fondo alla pergamena c'è però un'opzione per modificare in modo casuale tutte le soluzioni e affrontare così una partita diversa.

## Accoglienza
La critica giudicò Willow quasi sempre in modo più o meno negativo, fino all'estremo della rivista Zzap!64 che diede un voto del 7% alla versione Amiga. Tra i problemi spesso evidenziati dalle riviste c'è la troppa dipendenza di molte sequenze dalla pura fortuna.